# قنبلة الفراشة
قنبلة الفراشة كانت 2 كيلوغرام من الذخيرة الصغيرة المضادة للأفراد المستخدمة من قبل لوفتفافه خلال الحرب العالمية الثانية. تم تسميتها بهذا الاسم لأن الغطاء الخارجي المعدني الاسطواني الرقيق عند فتح القنبلة يشبه فراشة كبيرة. كان التصميم مميزًا للغاية وسهل التعرف عليه. لم يتم إسقاط القنابل بشكل فردي، ولكن تم تعبئتها في حاويات تحتوي على ما بين 6 و 108 من الذخيرة.

## معرض صور

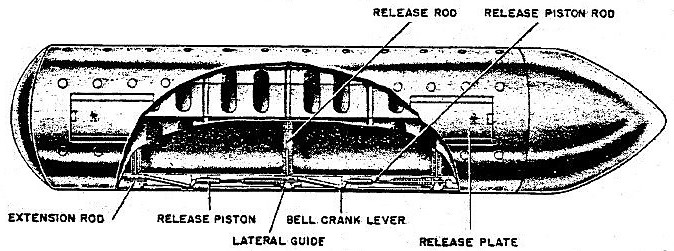
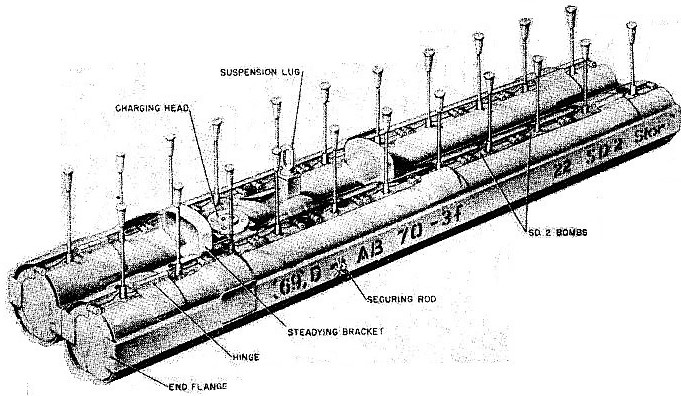
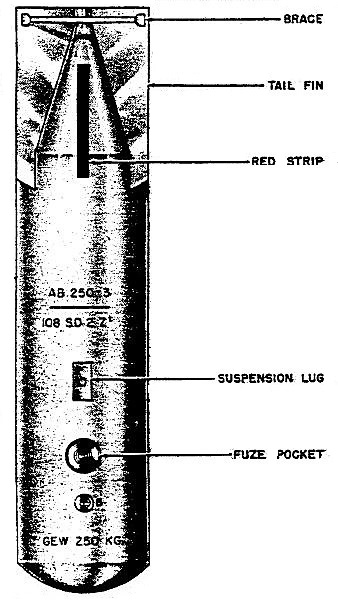
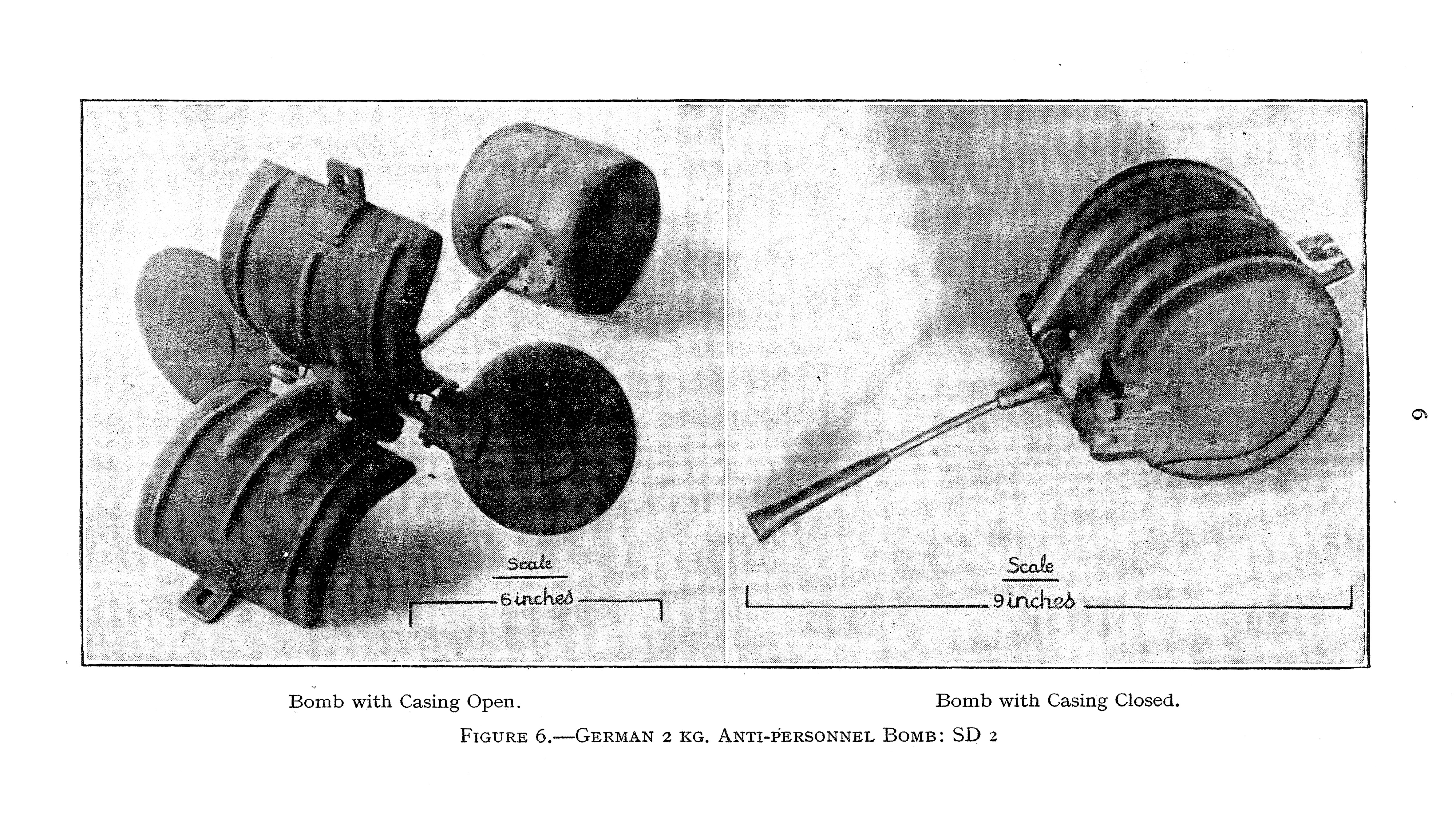
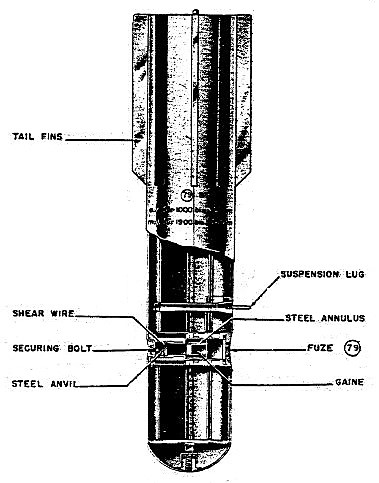
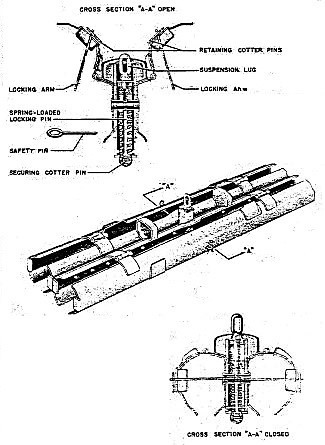

### اقتباسات
1. ↑  Rogers, James I. (21 Jun 2013). "Remembering the terror the Luftwaffe's butterfly bombs brought to the North". The Guardian (بالإنجليزية البريطانية). ISSN:0261-3077. Archived from the original on 2019-09-18. Retrieved 2017-02-09.
2. ↑  "Operation Barbarossa", Jonathan Garraway, Fly Past, Key Publishing, No. 359, June 2001, p. 70

### قائمة المراجع
- Fleischer، W. (2004). German Air-Dropped Weapons to 1945. Midland. ISBN:978-1857801743.

## روابط خارجية
- وصف M83 ، نسخة أمريكية من هذا التصميم
- صورة إضافية لقنبلة الفراشة
- British Government public warning about the Butterfly Bomb على يوتيوب
- «قنبلة الفراشة» ، فخاخ بوبي ، مكتب أفراد البحرية، وزارة البحرية، واشنطن العاصمة، 1944.